# إدوارد مانينغ بيغيلو
إدوارد مانينغ بيغيلو هو مهندس مدني ومهندس وسياسي أمريكي، ولد في 1850، وتوفي في 1916.